# Epotanytarsus japonibius
Epotanytarsus japonibius är en tvåvingeart som först beskrevs av Matsumura 1917.  Epotanytarsus japonibius ingår i släktet Epotanytarsus och familjen fjädermyggor. Inga underarter finns listade i Catalogue of Life.